# Dusičnan platnatý
Dusičnan platnatý je anorganická sloučenina s chemickým vzorcem Pt(NO3)2.

## Využití
Dusičnan platnatý se využívá jako katalyzátor a jeho roztok je využíván pro čištění katalyzátorů v automobilech. Roztok dusičnanu platnatého je také meziproduktem při přípravě homogenních katalyzátorů.